# Renaud Herpe
Renaud Herpe (Narbona, 21 luglio 1975) è un pallavolista francese.
Gioca nel ruolo di schiacciatore nel Narbonne Volley.

## Carriera
Renaud iniziò la sua carriera pallavolistica nel 1992, e dopo solo due anni esordì nella massima serie del suo Paese, nelle file dell'Arago de Sète Volley-Ball, e venne convocato per la prima volta in Nazionale. Fino al 1999 militò in diverse squadre francesi. Il 30 marzo 2000 venne ingaggiato da una squadra italiana, la Lube Macerata, con la quale restò fino alla fine del campionato. L'anno successivo fu acquistato dal Top Volley di Latina, allora militante in Serie A2. Nel Lazio restò per 3 stagioni, conquistando subito la promozione. Nel 2002, a soli 27 anni, dette l'addio alla Nazionale, dopo aver totalizzato 223 presenze.
Nel 2003-2004 giocò con l'Associazione Sportiva Pinuccio Capurso Volley Gioia, e alla fine della stagione ritornò in madrepatria per disputare i play-off con lo Stade Poitevin. Il campionato successivo lo disputò nuovamente in Italia, ed ancora in una formazione pugliese. Terminato il campionato con il Taranto Volley chiese di poter andare in Grecia, per disputare il finale di stagione dell'Olympiakos. Con la squadra ellenica conquistò il primo trofeo di prestigio della sua carriera, la Top Teams Cup (il secondo trofeo europeo in ordine d'importanza).
Dal 2005, e per due stagioni, giocò nuovamente nella squadra con la quale raggiunse i suoi principali successi. Con la Lube Macerata conquistò il campionato italiano, siglando per lo più l'ultimo punto della finale scudetto, la Supercoppa italiana e la Coppa CEV (allora terzo trofeo continentale). Nel 2007 si trasferì in Russia, all'Ural Ufa, mentre nel 2008 giocò di nuovo in Grecia, con la blasonata squadra del Panathinaikos Athlitikos Omilos. Con essa disputò la finale di Coppa CEV, perdendo contro il Lokomotiv Belogor'e ma venendo premiato come miglior ricevitore del torneo.
Complice l'infortunio del martello polacco Michał Winiarski, nell'agosto del 2009 venne acquistato dalla Trentino Volley, alla ricerca di un giocatore in grado di affiancare il bulgaro Matej Kazijski. La partenza del polacco e il tesseramento del cubano Osmany Juantorena lo rilegarono al ruolo di terzo schiacciatore, ma le sue doti di buon ricevitore gli permisero di fare numerose apparizioni in campo. Il primo trionfo con la maglia di Trento arrivò a novembre, con la vittoria della Coppa del Mondo per club, seguita pochi mesi dopo dalla Coppa Italia e dalla Champions League.
Al termine della stagione decise di trasferirsi nel BluVolley Verona, disputando il suo ultimo campionato in Italia. Nel 2011 ritornò in Francia, accolto nelle file del Narbonne Volley dove, grazie alla sua ventennale carriera, venne insignito dei gradi di capitano.

## Vita privata
La sua è una famosa famiglia di viticultori/commercianti di vino. Renaud è erede designato al rilevamento dell'azienda Paul Herpe et fils, fondata nel 1919 da suo bisnonno e situata nella sua città natale, nel cuore della Linguadoca-Rossiglione.

## Palmarès

### Club
- Campionato italiano: 1

2005-06
- Coppa Italia: 1

2009-10
- Supercoppa italiana: 1

2006
- Campionato mondiale per club: 1

2009
- Champions League: 1

2009-10
- Top Teams Cup: 1

2004-05
- Coppa CEV: 1

2005-06

### Premi individuali
- 2009 - Coppa CEV: Miglior ricevitore